# Dana Barron
Dana Barron (n. 22 aprilie 1966, New York City, New York, SUA) este o actriță americană. Aceasta a ajuns cunoscută pentru rolul lui Audrey Griswold în filmul O vacanță de tot râsul din 1983, personaj pe care l-a interpretat din nou în filmul Vacanță de Crăciun 2 din 2003 pentru televiziunea NBC.

## Biografie
Barron s-a născut în New York City. Mama sa, Joyce McCord, este o actriță de scenă. Tatăl său, Robert Weeks Barron, a fost director de reclame și  pastor al bisericii congregaționaliste; Robert a fondat The Weist-Barron School of Television, prima școală de actorie pentru reclame și telenovele⁠(d) din lume. Barron are o soră pe nume Allison. Bunicul ei a fost cântăreț de operă, iar mama sa a părăsit Alabama pentru a deveni actriță.

### Cariera
Allison, sora sa, era actriță în reclame de televiziune încă de la o vârstă fragedă, iar Barron și-a dorit să urmeze aceeași carieră. A început să apară în reclame la vârsta de 10 ani. La 11 ani, a apărut alături de Christine Baranski⁠(d) în Hide and Seek pe Broadway. Doi ani mai târziu, obține primul său rol de film în filmul de groază He Knows You're Alone⁠(d) alături de Tom Hanks.
În 1983, Barron a apărut în comedia National Lampoon's Vacation în rolul lui Audrey Griswold. Filmul a devenit un clasic, iar Barron avea să reapară în acest rol 20 de ani mai târziu în spin-off-ul National Lampoon's Christmas Vacation 2: Cousin Eddie's Island Adventure.
Barron a câștigat un Daytime Emmy Award⁠(d) în 1989 pentru interpretarea sa din No Means No. Aceasta a apărut în telenovela One Life to Live⁠(d) în perioada 1984-1985 în rolul lui Michelle Boudin. De asemenea, a jucat în serialul The Magnificent Seven⁠(d) din 1998.
A avut un rol episodic în serialul Beverly Hills, 90210, unde a interpretat personajul Nikki Witt⁠(d).
În 1992, a jucat alături de JoBeth Williams⁠(d) și Chris Burke⁠(d) în filmul Jonathan: The Boy Nobody Wanted⁠(d) al companiei NBC. Barron a apărut în numeroase emisiuni de televiziune, printre care The Equalizer⁠(d), In the Heat of the Night⁠(d), Murder, She Wrote și Babylon 5.

## Viața personală
Barron a avut o relație de lungă durată cu regizorul Michael Vickerman. Cei doi au împreună un fiu pe nume Taylor.

## Filmografie

### Filme
| An   | Titlu                                                 | Rol                   | Note        |
| ---- | ----------------------------------------------------- | --------------------- | ----------- |
| 1980 | He Knows You're Alone                                 | Diane Jensen          |             |
| 1983 | National Lampoon's Vacation                           | Audrey Griswold       |             |
| 1985 | Heaven Help Us                                        | Janine                |             |
| 1987 | Death Wish 4: The Crackdown                           | Erica Sheldon         |             |
| 1988 | Heartbreak Hotel                                      | Beth Devereux         |             |
| 1994 | Magic Kid 2                                           | Maggie Patterson      |             |
| 1994 | In the Living Years                                   | Kathy                 |             |
| 1997 | City of Industry                                      | Gena                  |             |
| 1998 | The Face of Alexandre Dumas: The Man in the Iron Mask | Louise de la Vallière |             |
| 2000 | Dumped                                                | Laura                 | Video       |
| 2000 | Stageghost                                            | Renee Bloomer         |             |
| 2001 | The Perfect Nanny                                     | Fawn Lewis            |             |
| 2001 | Night Class                                           | Heather               |             |
| 2006 | National Lampoon's Pucked                             | Tiny                  |             |
| 2009 | A Letter to Dad                                       | Kathy Brown           |             |
| 2010 | Happythankyoumoreplease                               | The Gynecologist      |             |
| 2010 | The Invited                                           | Kristy                |             |
| 2012 | Mayfly                                                | Deb                   | Scurtmetraj |

### Seriale
| An        | Titlu                                                                    | Rol              | Note                                       |
| --------- | ------------------------------------------------------------------------ | ---------------- | ------------------------------------------ |
| 1983      | The Brass Ring                                                           | Darlene          | Filme de televiziune                       |
| 1984      | One Life to Live                                                         | Michelle Boudin  | 2 episoade                                 |
| 1985      | The Equalizer                                                            | Melinda          | "The Children's Song"                      |
| 1987–1989 | Crossbow                                                                 | Eleanor          | Rol principal                              |
| 1988      | CBS Schoolbreak Special                                                  | Megan Wells      | "No Means No"                              |
| 1989      | In the Heat of the Night                                                 | Corrie Kroller   | "Crackdown"                                |
| 1992      | Jonathan: The Boy Nobody Wanted                                          | Laurie Moore     | Filme de televiziune                       |
| 1992      | Beverly Hills, 90210                                                     | Nikki Witt       | Rol episodic (sezonul 3)                   |
| 1994      | Dream On                                                                 | Reo Saunders     | "Blame It on Reo"                          |
| 1994      | Jailbreakers                                                             | Sue              | Filme de televiziune                       |
| 1995      | The Watcher                                                              | Mary             | "The Human Condition"                      |
| 1995      | Murder, She Wrote                                                        | Sarah Tyler      | "School for Murder"                        |
| 1998      | Babylon 5                                                                | Lauren Ashley    | "The Corps is Mother, the Corps is Father" |
| 1998–2000 | The Magnificent Seven                                                    | Casey Wells      | Rol episodic                               |
| 2000      | Python                                                                   | Kristin          | Filme de televiziune                       |
| 2003      | National Lampoon's Christmas Vacation 2: Cousin Eddie's Island Adventure | Audrey Griswold  | Filme de televiziune                       |
| 2005      | McBride: Murder Past Midnight                                            | Marta Arnack     | Filme de televiziune                       |
| 2007      | Pandemic                                                                 | Lindsey Mastrapa | Serial de televiziune                      |
| 2012      | Naughty or Nice                                                          | Brenda Weir      | Filme de televiziune                       |
| 2012      | Leverage                                                                 | Betty            | "The Corkscrew Job"                        |
| 2013      | Snow Bride                                                               | Doria            | Filme de televiziune                       |